# Halestorm
Halestorm es un grupo musical estadounidense de rock, originaria de Red Lion, Pennsylvania. Los hermanos Hale, Lzzy y Arejay formaron el grupo en 1997, cuando aún eran unos niños. El grupo lanzó su álbum debut homónimo el 28 de abril de 2009 a través del sello discográfico Atlantic Records.
El grupo está compuesto por Elizabeth, más conocida como "Lzzy" Hale (voz, guitarra y teclado); Arejay Hale (batería, percusión y voz secundaria); Joe Hottinger (guitarra y voz secundaria) y Josh Smith (bajo y voz secundaria).
Halestorm es conocido por su gira musical casi sin pausa, a menudo realizando hasta 250 espectáculos al año. Desde 2006 han actuado con muchos grupos de hard rock y heavy metal incluyendo Alter Bridge, Chevelle, Seether, Staind, Papa Roach, Trapt, Three Days Grace, Theory of a Deadman, Buckcherry, In This Moment, Disturbed, Shinedown, Avenged Sevenfold, Stone Sour, Hellyeah, Heaven & Hell, Evanescence, The Pretty Reckless, Starset, Sevendust, Dorothy, Lita Ford, Bullet for My Valentine, New Years Day, Stitched Up Heart y The Warning.

## Historia
Los hermanos Arejay y Elizabeth "Lzzy" Hale han estado activamente escribiendo e interpretando música original desde 1998 cuando tenían 10 y 13 años de edad respectivamente. Los dos hermanos comenzaron a aprender piano a la edad de 5 años y Lzzy posteriormente se dedicó al teclado y Arejay a la percusión. Lzzy tomó clases de guitarra a los 16 años y luego los hermanos lanzaron su primer EP titulado Don't Mess With the Time Man en el año 2000. En la primera presentación de Halestorm, el padre de Lzzy y Arejay tocaba el bajo antes de que Josh Smith se uniera al grupo en 2004 y el guitarrista Joe Hottinger se unió al grupo en el año 2003.
El grupo firmó un contrato con el sello estadounidense Atlantic Records el 28 de junio de 2005 y publicó un EP en vivo titulado One and Done. Su álbum debut fue lanzado el 28 de abril de 2009 y la canción I Get Off fue el primer sencillo del álbum, la cual solo se transmitió en la radio. Tanto la canción y el vídeo musical de su segundo sencillo, It's Not You, fue lanzado a finales de noviembre de 2009. A principios de 2010, la banda lanzó un vídeo musical promocional de su canción Love/Hate Heartbreak. Su más reciente sencillo, Familiar Taste of Poison fue lanzado en 2010, y el video musical oficial fue lanzado el 10 de agosto de 2010.
El 16 de noviembre de 2010, Halestorm dio a conocer un CD/DVD en vivo titulado Live in Philadelphia 2010, que fue grabado en el TLA de Filadelfia a principios de 2010. A partir de diversos mensajes de Twitter, principalmente de Lzzy Hale, parece que Halestorm está grabando demos para su próximo álbum.
Halestorm es bien conocido por sus extensas giras, a menudo realizan hasta 250 conciertos al año. Desde 2006 se han realizado giras con muchos grupos de rock y heavy metal como Chevelle, Seether, Staind, Papa Roach, Evanescence, Trapt, Three Days Grace, Theory of a Deadman, Buckcherry, Disturbed, Avenged Sevenfold, Megadeth, Hellyeah y Heaven & Hell, entre otras. En otoño de 2013, acompañaron los tour de Shinedown y Alter Bridge como teloneros y, por primera vez, tocaron en Barcelona, Madrid, y Lisboa, que fueron los últimos conciertos tras una temporada de éxito con la obtención de un premio Grammy a la mejor interpretación de una banda de hard rock en la 55.ª edición del mismo año por la canción «Love Bites (So Do I)».

## Instrumentos y equipo
Lzzy Hale utiliza frecuentemente guitarras Gibson, entre los cuales se encuentran los modelos Flying V, Explorer Gibson Les Paul Custom, Firebird y Joan Jett Signature Melody Maker. Arejay Hale utiliza tambores Ludwig, platillos Zildjian y baquetas Pro-Mark.

## Apariciones y colaboraciones
Halestorm apareció en la portada de la revista Origivation Magazine en octubre de 2006 y apareció en la portada de la revista Pennsylvania Musician en tres ocasiones (agosto de 1999, marzo de 2000 y febrero de 2003). Lzzy Hale apareció en la portada de Revolver Magazine junto con Grace Perry del grupo Landmine Marathon en su edición de diciembre 2009 de las "Hottest Chicks in Metal".
Lzzy Hale prestó su voz a una nueva versión de la canción de Shinedown Shed Some Light, del álbum Us and Them, aunque esta versión nunca fue lanzada oficialmente y solo se vio en un pequeño número de conciertos y en algunas emisoras de radio del estado de Pensilvania. Ella también prestó su voz a la canción de Shinedown Breaking Inside que fue lanzada con la canción y el videoclip de Diamonds Eyes, titulado Boom boom-Lay-Lay Boom en iTunes.
El 5 de septiembre de 2007, Halestorm apareció en The Tonight Show con Jay Leno como parte del segmento Cruzar la calle imprudentemente y el 21 de julio de 2010 apareció en el late show Late Night with Jimmy Fallon.

## Miembros
| Miembros actuales - Lzzy Hale - Voz principal, segunda guitarra y teclado (1997 - presente). - Arejay Hale - Batería, percusión y voz secundaria (1997 - presente). - Joe Hottinger - Primera guitarra y voz secundaria (2003 - presente). - Josh Smith - Bajo, teclado y voz secundaria (2004 - presente). | Miembros anteriores - Roger Hale – Bajo (1998–2002) - Leo Nessinger – Guitarra principal (1999–2000) - Nate Myotte – Guitarra principal (2001–2003) - Scootch Frenchek – Bajo (2002) - Matt Grisco – Guitarra principal (2003) - Phil Connolly – Bajo (2003) - Dave Hartley – Bajo (2003–2004) |

Linea del tiempo

## Discografía

### Álbumes de estudio
| Año  | Detalles del álbum                                                                           | Posición | Posición | Posición     | Posición |
| Año  | Detalles del álbum                                                                           | EUA      | EUA Rock | EUA Hd. Rock | R.U.     |
| ---- | -------------------------------------------------------------------------------------------- | -------- | -------- | ------------ | -------- |
| 2009 | Halestorm - Fecha de lanzamiento: 28 de abril de 2009 - Sello: Atlantic Records              | 40       | 11       | 4            | —        |
| 2012 | The Strange Case of... - Fecha de lanzamiento: 10 de abril de 2012 - Sello: Atlantic Records | 15       | 7        | 1            | 49       |
| 2015 | Into the Wild Life - Fecha de lanzamiento: 14 de abril de 2015 - Sello: Atlantic Records     | 5        | 1        | 1            | 10       |
| 2018 | Vicious - Fecha de lanzamiento: 27 de julio de 2018 - Sello: Atlantic Records                |          |          |              |          |
| 2022 | Back from the Dead - Fecha de lanzamiento: 6 de mayo de 2022 - Sello: Atlantic Records       |          |          |              |          |
| 2025 | Everest - Fecha de lanzamiento: 8 de agosto de 2025 - Sello: Atlantic Records                |          |          |              |          |

ReAnimate: The Covers (Atlantic Records)
1. «Slave to the Grind» (Skid Row cover)
2. «Bad Romance» (Lady Gaga cover)
3. «Hunger Strike» (Temple of the Dog cover)
4. «Out Ta Get Me» (Guns N' Roses cover)
5. «All I Wanna Do Is Make Love to You» (Heart cover)
6. «I Want You (She's So Heavy)» (The Beatles cover)

ReAnimate 2.0
The Covers (Atlantic Records)
1. «Dissident Aggressor» (Judas Priest cover)
2. «Get Lucky» (Daft Punk cover)
3. «Shoot to Thrill» (AC/DC cover)
4. «Hell is for Children» (Pat Benatar cover)
5. «Gold Dust Woman» (Fleetwood Mac cover)
6. «1996» (Marilyn Manson cover)

### Álbumes en vivo
| 2010 | Live in Philly 2010 - Fecha de lanzamiento: 16 de noviembre de 2010 - Sello: Atlantic Records | — | — | — |

### Sencillos
| Año                    | Título                     | Posiciones | Posiciones | Posiciones | Posiciones |           |           |           |           |           |           |           |
| Año                    | Título                     | EUA        | Alt Songs  | Main. Rock | EUA Rock   |           |           |           |           |           |           |           |
| Halestorm              | Halestorm                  | Halestorm  | Halestorm  | Halestorm  | Halestorm  | Halestorm | Halestorm | Halestorm | Halestorm | Halestorm | Halestorm | Halestorm |
| ---------------------- | -------------------------- | ---------- | ---------- | ---------- | ---------- | --------- | --------- | --------- | --------- | --------- | --------- | --------- |
| 2009                   | «I Get Off»                | —          | 28         | 6          | 17         |           |           |           |           |           |           |           |
| 2009                   | «It's Not You»             | —          | —          | 8          | 24         |           |           |           |           |           |           |           |
| 2010                   | «Familiar Taste of Poison» | —          | —          | 36         | —          |           |           |           |           |           |           |           |
| 2010                   | «Bet U Wish U Had Me Back» | —          | —          | 33         | —          |           |           |           |           |           |           |           |
| The Strange Case of... |                            |            |            |            |            |           |           |           |           |           |           |           |
| 2012                   | «Love Bites (So Do I)»     | —          | —          | 2          | 16         |           |           |           |           |           |           |           |
| 2012                   | «I Miss the Misery»        | —          | —          | 2          | 19         |           |           |           |           |           |           |           |
| 2013                   | «Freak Like Me»            | —          | —          | 1          | 48         |           |           |           |           |           |           |           |
| 2013                   | «Here's to Us»             | 125        | —          | 15         | 47         |           |           |           |           |           |           |           |
| 2013                   | «Mz. Hyde»                 | —          | —          | 15         | —          |           |           |           |           |           |           |           |
| Into the Wild Life     |                            |            |            |            |            |           |           |           |           |           |           |           |
| 2015                   | «Apocalyptic»              | —          | —          | 1          | 34         |           |           |           |           |           |           |           |
| 2015                   | «Amen»                     | —          | —          | 1          | 38         |           |           |           |           |           |           |           |
| 2015                   | «I Am the Fire»            | —          | —          | 3          | 40         |           |           |           |           |           |           |           |
| 2016                   | «Mayhem»                   | —          | —          | 7          | —          |           |           |           |           |           |           |           |

### EP
Don't Mess With the Time Man (Worldview Entertainment – 21 de marzo de 2000)
1. "Time Man" – 5:13
2. "No Clue" – 4:30
3. "Interesting" – 4:38
4. "As the Eagle Flies" – 6:40
5. "Wings" – 4:00
6. "You and I Could Fly" – 5:07

Breaking the Silence (Self Released – 2001)
1. "Shadows of My Heart" – 7:08
2. "Unbreakable Promises" – 5:34
3. "The Children (full version)" – 7:32
4. "Rose in December" – 4:22
5. "Shout It Out" – 6:41
6. "I Forgive You " – 5:48
7. "The Children (radio version)" – 5:45

One and Done EP (Atlantic Records – 25 de abril de 2006)
1. "It's Not You" (en vivo) – 3:43
2. "The Hand" (en vivo) – 3:42
3. "Show Me" (en vivo) – 4:12
4. "Blue Eyes" (en vivo) – 4:18
5. "Takes My Life" (en vivo) – 4:03

Hello It's Mz Hyde EP (Atlantic Records – 2012)
1. "Love Bites (So Do I)"
2. "Rock Show"
3. "Daughters of Darkness"
4. "Here’s to Us"

Into the Wild Live: Chicago (Atlantic Records – 2015)
1. "Scream"
2. "I Am The Fire"
3. "Sick Individual"
4. "Amen"
5. "Dear Daughter"
6. "New Modern Love"
7. "Mayhem"
8. "Bad Girls World"
9. "Gonna Get Mine"
10. "The Reckoning"
11. "What Sober Couldnt Say"
12. "I Like It Heavy"
13. "Jump The Gun"
14. "Unapologetic"

### Videos musicales
| Año  | Título                     | Director(es)          |
| ---- | -------------------------- | --------------------- |
| 2009 | «I Get Off»                | Phil Mucci            |
| 2009 | «Love/Hate Heartbreak»     | —                     |
| 2009 | «It's Not You»             | Phil Botti            |
| 2010 | «Familiar Taste of Poison» | Jeremy Alter          |
| 2012 | «Love Bites (So Do I)»     | Jeremy Alter          |
| 2012 | «I Miss the Misery»        | Michael Thelin        |
| 2013 | «Freak Like Me»            | Rob Fenn              |
| 2013 | «Here's to Us»             | Jeremy Alter          |
| 2014 | «Mz. Hyde»                 | Daniel E. Catullo III |
| 2015 | «Apocalyptic»              | Jay Joyce             |
| 2015 | «Amen»                     | DJay Brawner          |
| 2015 | «I Am The Fire»            | DJay Brawner          |
| 2015 | «New Modern Love»          | —                     |
| 2016 | «Mayhem»                   | -                     |